# Fakpure
Fakpure war der Titel des säkulären Herrschers von Rotuma in der Zeit vor dem europäischen Kontakt mit Fidschi. Es war einer von drei Häuptlingstiteln mit direktem Einfluss auf der Insel Rotuma. Die beiden anderen waren Mua und Sau. Traditionell war der Fakpure die oberste politische Autorität auf der Insel und damit einer der gagaj ‘es itu’u des Distrikt Rotuma sowie der Vertreter im Konzil der Inselhäuptlinge. Nach der Wahl als Distrikt-Chief nach dem traditionellen Prozedere (siehe Gagaja), wurde der Titel des fakpure dem ältesten dieser Häuptlinge übertragen, gewöhnlich dem Häuptling, dessen Distrikt einen Krieg gewonnen hatte, der damit auch das Privileg erwarb, der erste zu sein, der in den zeremoniellen Kava-Zeremonien (yaqona) bedient wird.

## Geschichte
In frühen Berichten europäischer Entdecker über Rotuma wird berichtet, dass der Fakpure als Gesandter und vorsitzender Aufseher im Rat der Distrikt-Chiefs auftrat und, dass seine Aufgaben die Ernennung des Sau, sowie die Bedienung des Sau war. Dieser geistliche Häuptling wurde als ein irdischer Altar betrachtet, der die Götter der Fruchtbarkeit zu beschwören musste.
Die Umstände, in denen die Fakpure amteten, haben sich dramatisch verändert und es gibt keine gewählten Fakpure mehr. Eine ähnliche Funktion nehmen heute die Chair of the Rotuma Island Council (Vorsitzenden des Rotuma-Inselrates). Der Distrikt, der diese Position heute ausfüllt und der dementsprechend den Vorrang in den traditionellen Kava-Zeremonien hat, ist der Häuptlings-Distrikt Noa’tau, der die Wesleyan Alliance anführte, die aus den Rotuman Religious Wars siegreich hervorging. Dies war der letzte Krieg auf der Insel, welcher in der Abtretung Rotumas an Großbritannien 1881 mündete.

## Häuptlinge
- Raho
- Tokaniua
- Fuge
- Kaurfonua
- Safoak
- Savoiat
- Olil
- Fer
- Tuipurotu
- Tokaniua
- Tuitafaga
- Irava
- Konao (1829–1838)
- Solovalu (1838–1839)
- Riamkau (1839–1852)
- Kausiliafe (1852–1858)
- Riamkau (1858–1862)
- Malafu (1862– ?)